# Via Jagiellonica
Die Via Jagiellonica ist eine europäische Kulturstraße, die im Jahr 2010 anlässlich des 600. Jahrestages der Schlacht von Tannenberg eröffnet wurde.

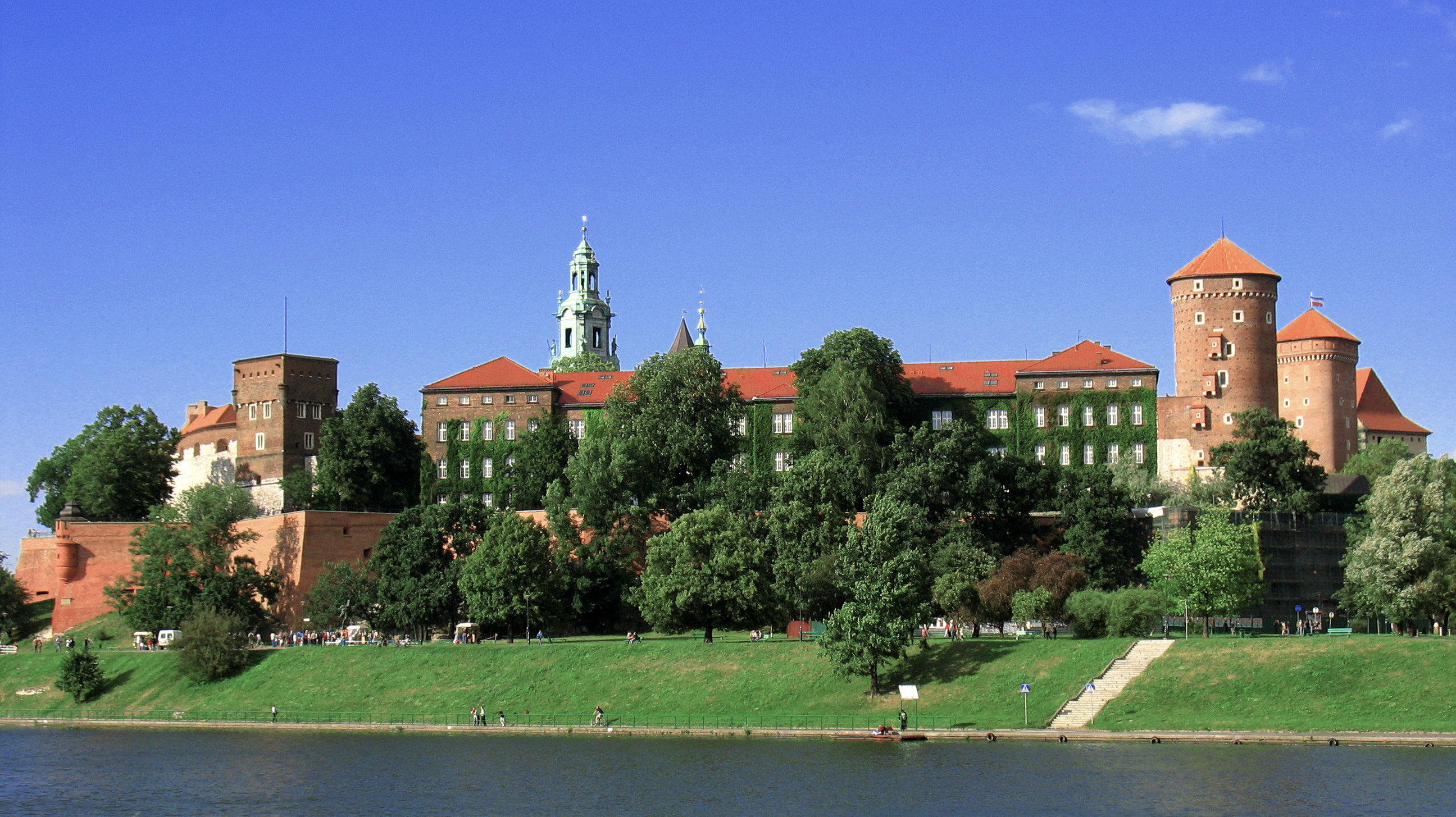
Ansicht vom Wawel – Königsschloss in Krakau

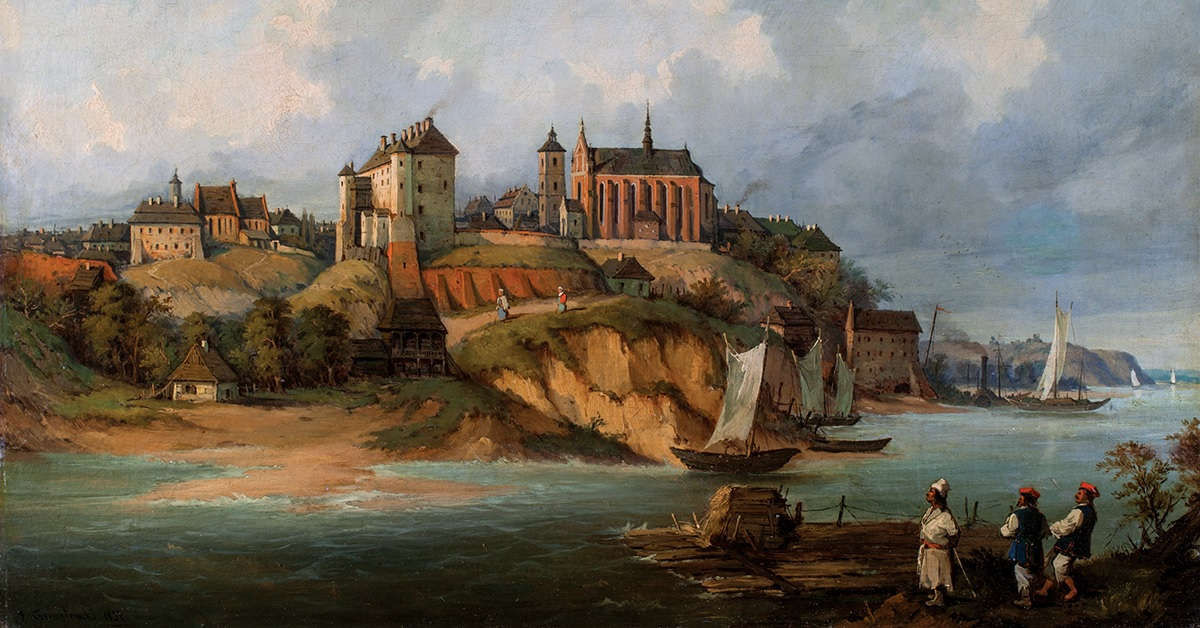
Ansicht von Sandomierz nach Józef Szermentowski

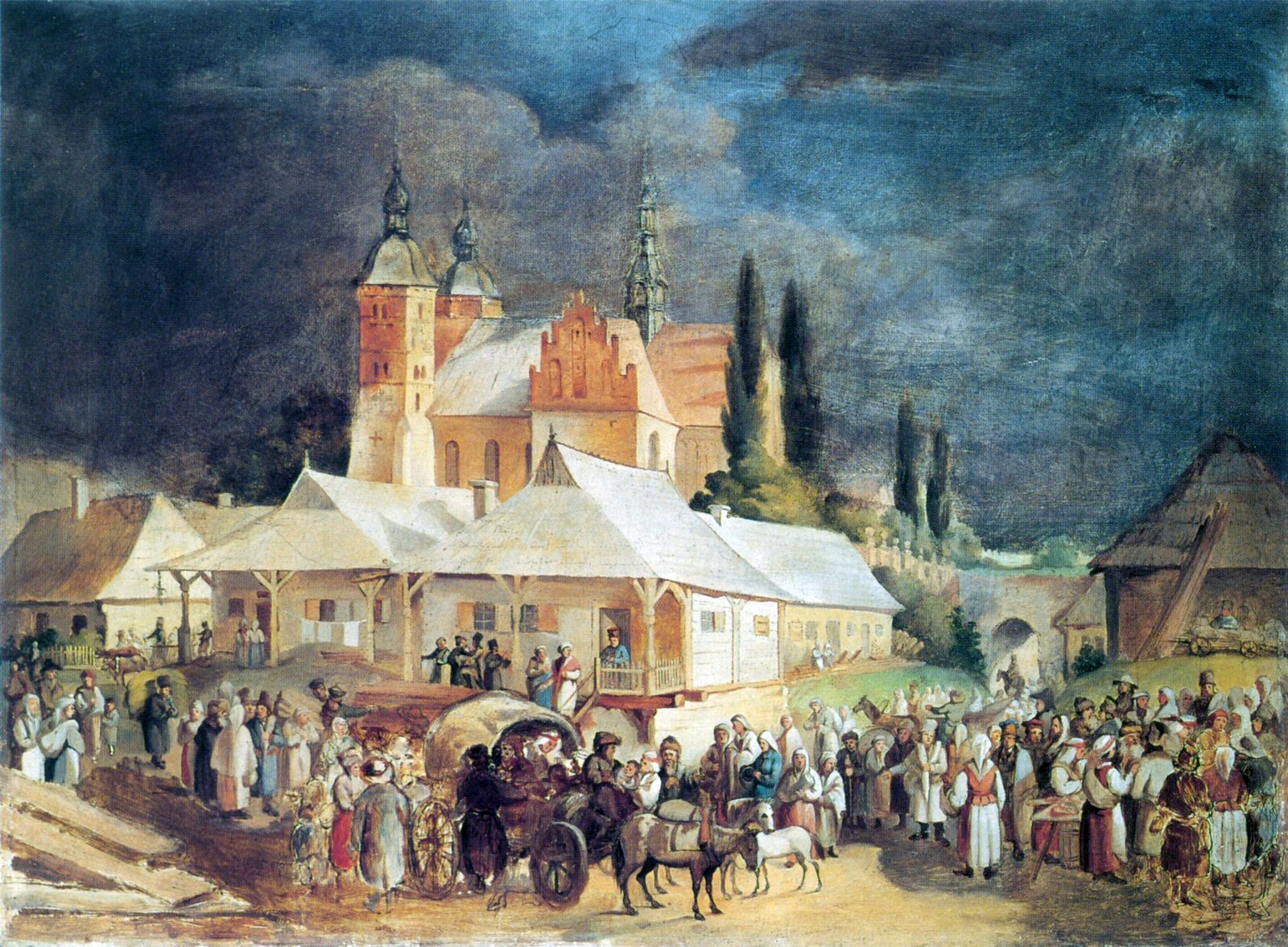
Markttag in Opatowie (Polen)

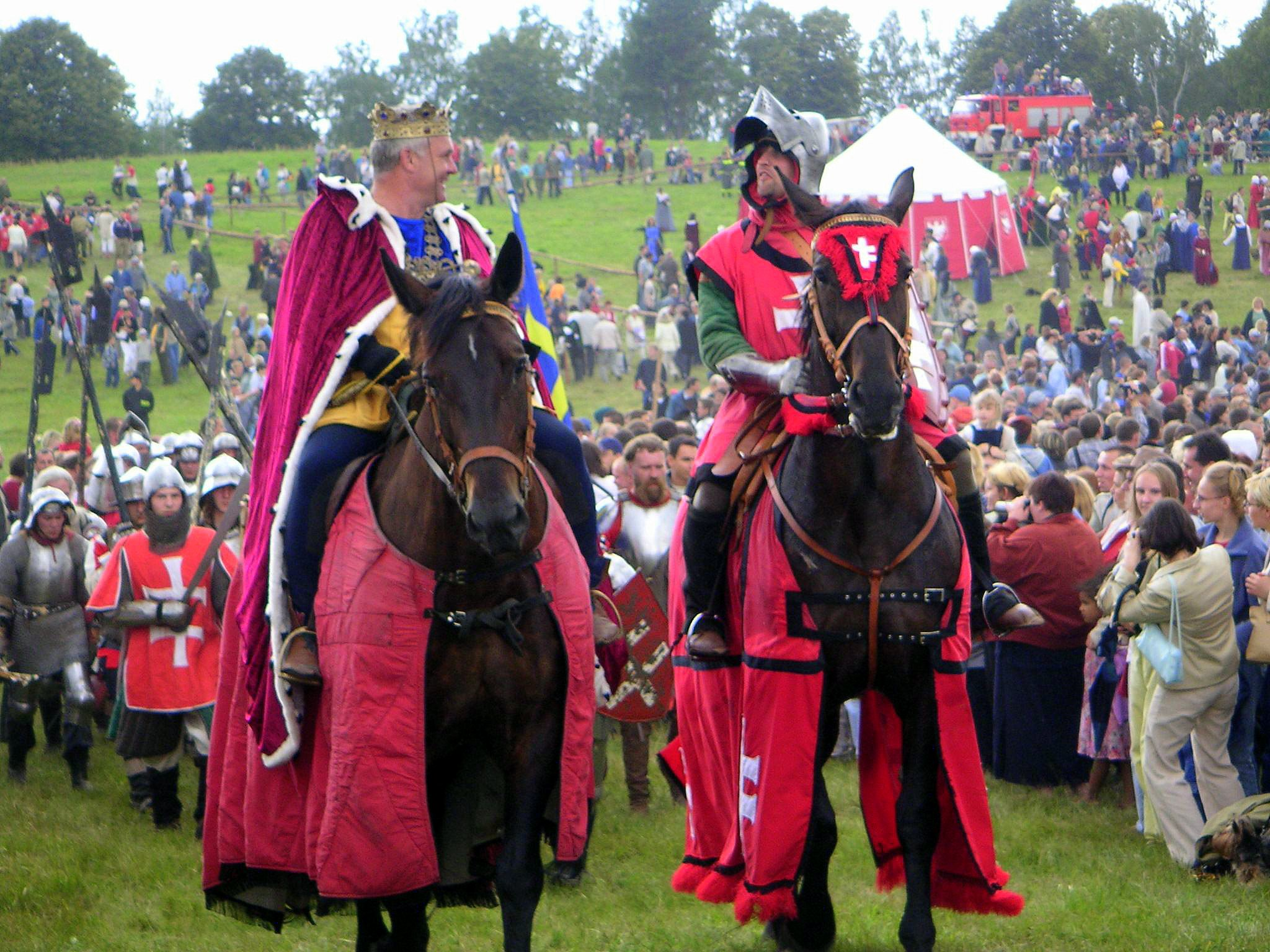
Europäisches Mittelalterfest und Heerlager bei Grunwald (2003)

## Verlauf
Die Straße verbindet die alte polnische Königsstadt Krakau als südlichen Endpunkt auf zwei Routen mit den Großstädten Lublin, Białystok, der belarussischen Grenzstadt Brest und der litauischen Hauptstadt Vilnius.

## Konzeption
Die Straße orientiert sich an der ehemaligen Heerstraße der polnischen Jagiellonen-Könige und der Großfürsten von Litauen nach Masowien, welche 1410 in der Schlacht bei Tannenberg als Waffenbrüder auftraten und dem Deutschen Ritterorden eine vernichtende Niederlage beibrachten.
Im Mittelpunkt stehen heute die kulturellen Sehenswürdigkeiten und Naturschönheiten, denn die Straße möchte zur Entwicklung der Europäischen Union beitragen. Die Via Jagiellonica verbindet zugleich die nordpolnischen Regionen mit der Via Regia, die zunehmende touristische Bedeutung erlangt hat.

## Wichtige Etappenorte

### Westliche Route
1. Krakau (Start- und Zielpunkt beider Routen)
2. Proszowice
3. Podolany
4. Wiślica
5. Szydłów
6. Opatów mit der Stiftskirche St. Martin
7. Zawichost (hier vereinigen sich beide Routen)
8. Lublin (hier teilen sich die Routen wieder)
9. Kock
10. Radzyń Podlaski
11. Międzyrzec Podlaski – ein bedeutender Marktort im 15. Jahrhundert
12. Mielnik
13. Bielsk Podlaski – im 15. Jahrhundert städtisches Gemeinwesen und Handwerker-Zentrum im Großfürstentum Litauen
14. Narew – Brückenort am gleichnamigen Fluss
15. Krynki
16. Hrodna (Grodno) – Stadt in Belarus (als Weltkulturerbestätte beantragt)
17. Varėna (Orany) – Grenzstadt in Litauen
18. Rūdninkai (Rudniki) (hier vereinigen sich beide Routen erneut)
19. Vilnius (Wilno) – Hauptstadt des Landes Litauen

### Östliche Route
1. Krakau (Start- und Zielpunkt beider Routen)
2. Połaniec – wichtige Burg an der Heerstraße
3. Sandomierz
4. Zawichost (hier vereinigen sich beide Routen)
5. Lublin (hier teilen sich die Routen wieder)
6. Ostrów Lubelski
7. Parczew
8. Łomazy
9. Piszczac
10. Brest (Brześć) – Hauptstadt der belarussischen Region Brest
11. Kamenez
12. Scharaschowa – belarussische Siedlung städtischen Typs an der Via Regia
13. Masty – belarussische Stadt mit Brücke / Flussübergang über den Njemen
14. Rūdninkai (Rudniki) (hier vereinigen sich beide Routen erneut)
15. Vilnius (Wilno) – Hauptstadt des Landes Litauen

## Weblink
- Website des Lubliner Vereins Szlakjagiellonski, der den Weg betreut